# 都市計画駐車場

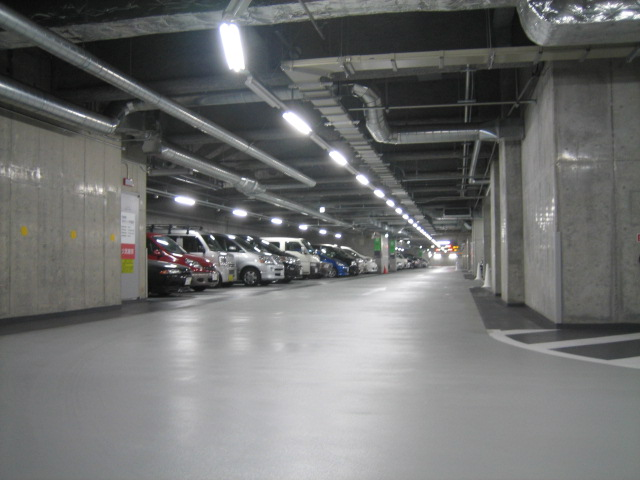
都市計画駐車場 秋葉原UDXパーキング

都市計画駐車場（としけいかくちゅうしゃじょう）とは、都市計画法に定める都市施設の一つであり、都市計画区域内において、道路の路面外に設置される自動車の駐車のための一般公共の用に供され、その位置に永続的に確保すべき都市計画に定められる路外駐車場。
また、自転車駐車場（駐輪場）を都市計画決定する場合も都市計画駐車場として決定される。

## 概要
市町村が定める駐車場整備地区内において設置されるが、当地区外においても設置は可能である。
また、都市計画駐車場には、その運営費用を賄うために地下街を併設するケースもよく見られる。この場合は、地下街部分も含めて都市計画決定、事業認可（事業主体が民間の場合特許）を取得する。